# Assevent
Assevent est une commune française située dans le département du Nord, en région Hauts-de-France.

## Géographie

### Localisation
Assevent se situe à l'est de l'agglomération de Maubeuge au bord de la Sambre.
|          | Élesmes  |             |
| Maubeuge | Assevent | Boussois    |
|          | Rousies  | Recquignies |

### Hydrographie

#### Réseau hydrographique
La commune est située dans le bassin Artois-Picardie. Elle est drainée par la Sambre canalisée,.
La Sambre canalisée est un canal, chenal et un cours d'eau naturel, d'une longueur de 101 km, qui prend sa source dans la commune de Rejet-de-Beaulieu, s'écoule vers le nord-est et franchit la frontière belge au droit de Jeumont. Les caractéristiques hydrologiques de la Sambre canalisée sont données par la station hydrologique située sur la commune. Le débit moyen mensuel est de 13,3 m3/s. Le débit moyen journalier maximum est de 161 m3/s, atteint lors de la crue du 10 janvier 2011. Le débit instantané maximal est quant à lui de 166 m3/s, atteint le même jour.

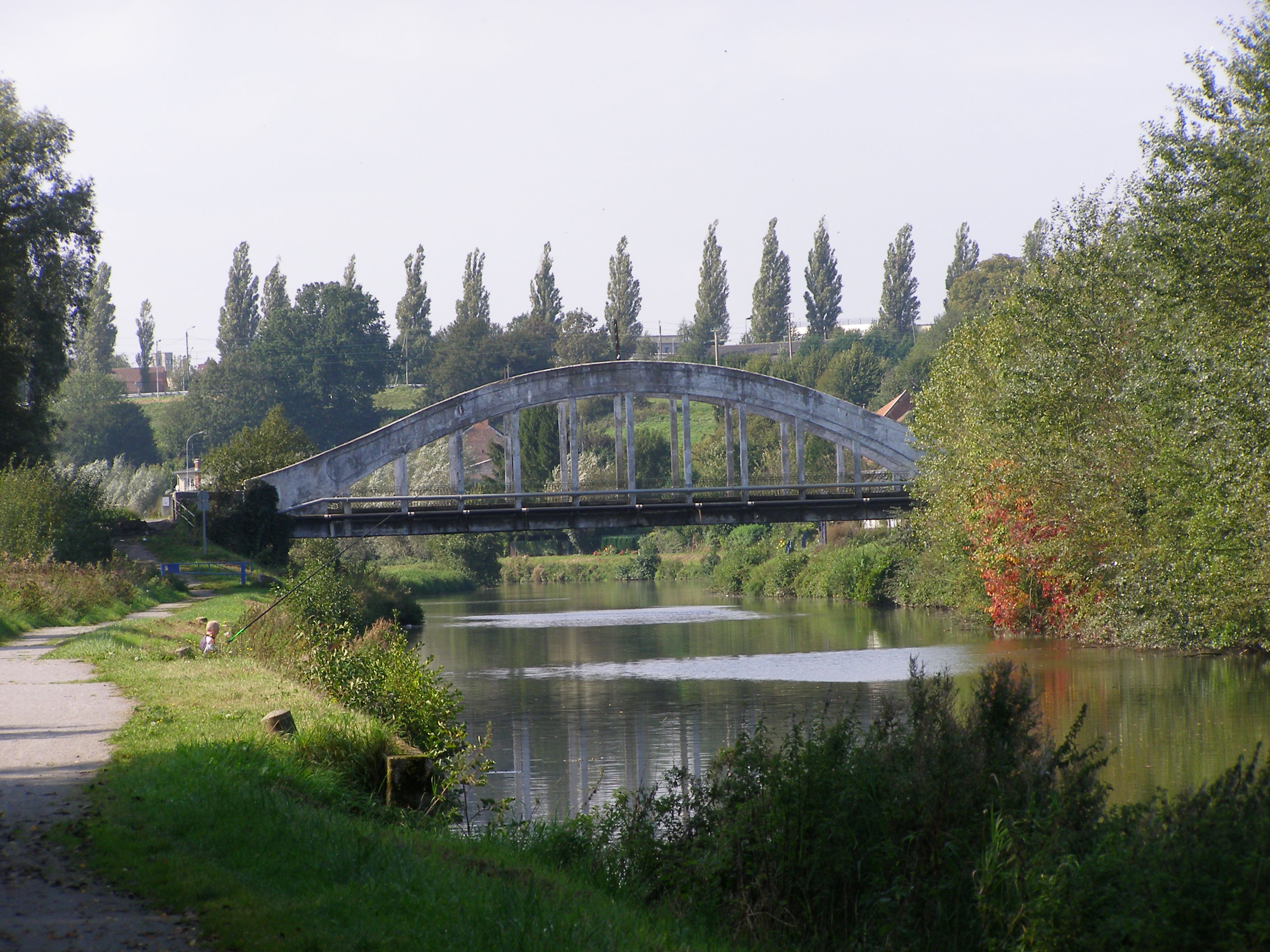
Pont sur la Sambre.
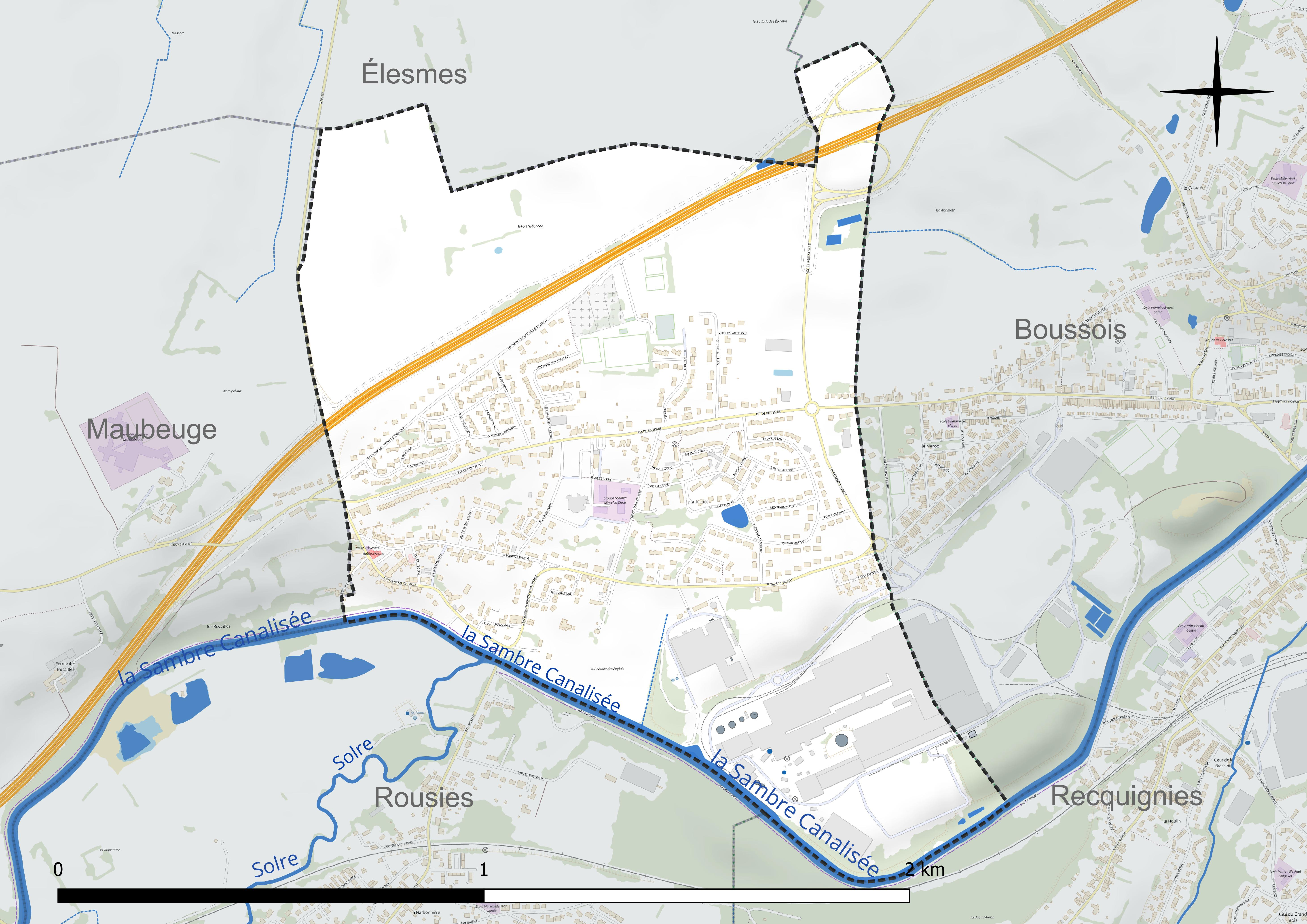
Réseau hydrographique d'Assevent.

#### Gestion et qualité des eaux
Le territoire communal est couvert par le schéma d'aménagement et de gestion des eaux (SAGE) « Sambre ». Ce document de planification concerne un territoire de 1 253 km2 de superficie, délimité par le bassin versant de la Sambre. Le périmètre a été arrêté le 1er novembre 2003 et le SAGE proprement dit a été approuvé le 21 septembre 2012, puis modifié le 18 août 2022. La structure porteuse de l'élaboration et de la mise en œuvre est le syndicat mixte du Parc naturel régional de l'Avesnois.
La qualité des cours d'eau peut être consultée sur un site dédié géré par les agences de l'eau et l'Agence française pour la biodiversité.

### Climat
Pour des articles plus généraux, voir Climat des Hauts-de-France et Climat du Nord.
En 2010, le climat de la commune est de type climat des marges montargnardes, selon une étude du CNRS s'appuyant sur une série de données couvrant la période 1971-2000. En 2020, Météo-France publie une typologie des climats de la France métropolitaine dans laquelle la commune est exposée à un climat océanique altéré et est dans la région climatique Nord-est du bassin Parisien, caractérisée par un ensoleillement médiocre, une pluviométrie moyenne régulièrement répartie au cours de l'année et un hiver froid (3 °C).
Pour la période 1971-2000, la température annuelle moyenne est de 9,8 °C, avec une amplitude thermique annuelle de 15,3 °C. Le cumul annuel moyen de précipitations est de 877 mm, avec 12,5 jours de précipitations en janvier et 9,8 jours en juillet. Pour la période 1991-2020, la température moyenne annuelle observée sur la station météorologique la plus proche, située sur la commune de Saint-Hilaire-sur-Helpe à 19 km à vol d'oiseau, est de 10,5 °C et le cumul annuel moyen de précipitations est de 802,4 mm,. Pour l'avenir, les paramètres climatiques de la commune estimés pour 2050 selon différents scénarios d'émission de gaz à effet de serre sont consultables sur un site dédié publié par Météo-France en novembre 2022.

## Urbanisme

### Typologie
Au 1er janvier 2024, Assevent est catégorisée ceinture urbaine, selon la nouvelle grille communale de densité à sept niveaux définie par l'Insee en 2022.
Elle appartient à l'unité urbaine de Maubeuge (partie française), une agglomération internationale regroupant 22  communes, dont elle est une commune de la banlieue,,. Par ailleurs la commune fait partie de l'aire d'attraction de Maubeuge (partie française), dont elle est une commune de la couronne,. Cette aire, qui regroupe 65 communes, est catégorisée dans les aires de 50 000 à moins de 200 000 habitants,.

### Occupation des sols
L'occupation des sols de la commune, telle qu'elle ressort de la base de données européenne d'occupation biophysique des sols Corine Land Cover (CLC), est marquée par l'importance des territoires artificialisés (64,6 % en 2018), en augmentation par rapport à 1990 (53 %). La répartition détaillée en 2018 est la suivante : 
zones urbanisées (47,4 %), terres arables (25,2 %), zones industrielles ou commerciales et réseaux de communication (17,2 %), prairies (9,2 %), forêts (0,9 %). L'évolution de l'occupation des sols de la commune et de ses infrastructures peut être observée sur les différentes représentations cartographiques du territoire : la carte de Cassini (XVIIIe siècle), la carte d'état-major (1820-1866) et les cartes ou photos aériennes de l'IGN pour la période actuelle (1950 à aujourd'hui).

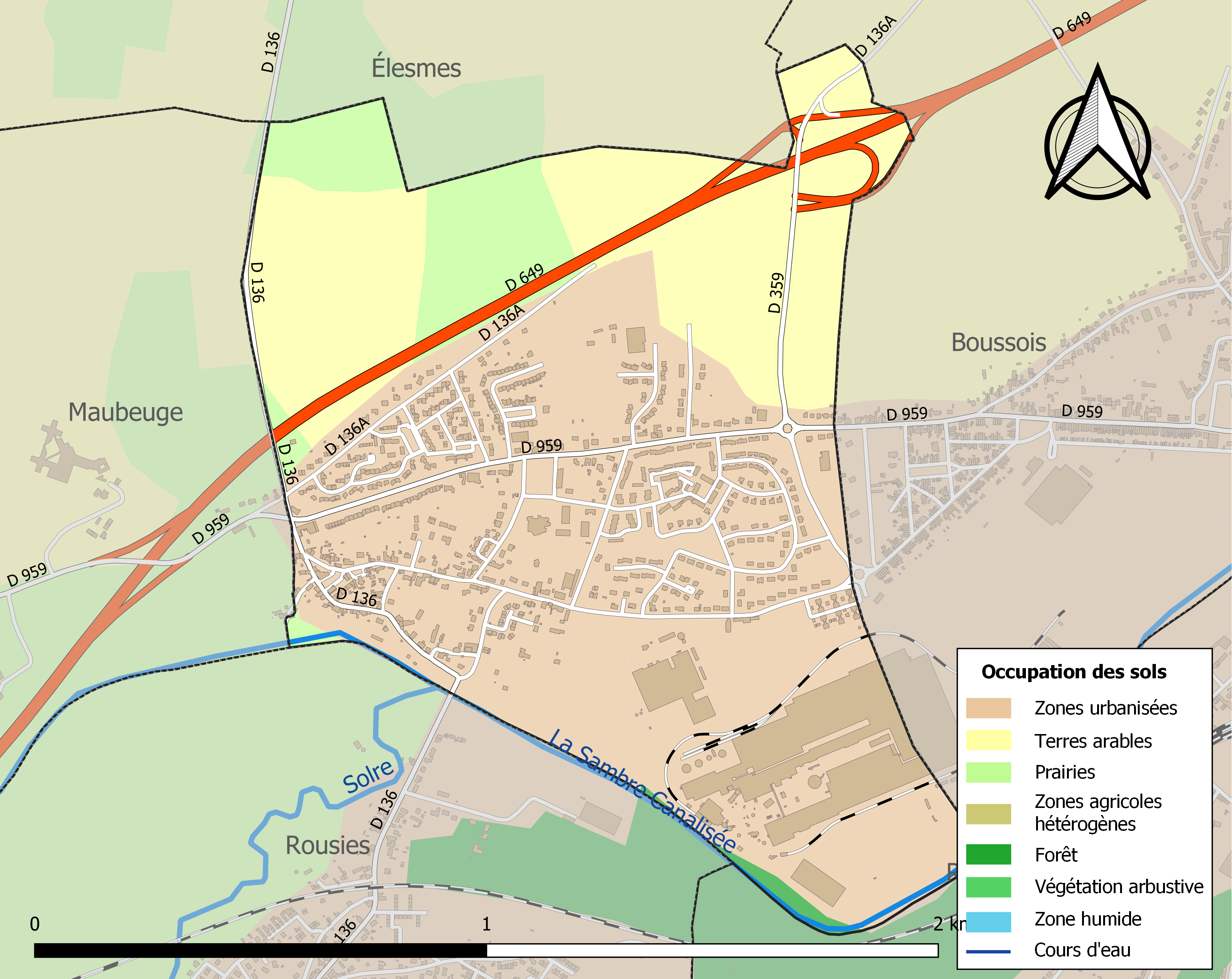
Carte des infrastructures et de l'occupation des sols de la commune en 2018 (CLC).

### Voies de communication et transports
La commune est desservie, en 2024, par les lignes A, 55 et 61 du réseau Stibus.

## Histoire
Assevent, qui n'avait pas encore 100 habitants en 1700, a pendant des siècles été un village insignifiant, dont témoigne encore la petite salle des fêtes.
La commune connaît depuis les années 1950 une forte croissance démographique, due à sa position par rapport à Maubeuge. Devenue deuxième du canton Maubeuge-Nord pour la densité de population et troisième pour le nombre d'habitants, la ville est bien équipée avec une école maternelle, le groupe scolaire Pauline-Kergomardes, le centre socioculturel Georges-Brassens, des terrains de sport et un gymnase; ses rues fleuries et une place joliment aménagée avec un kiosque à danse, caractéristique pour l'Avesnois, ajoutent à la qualité de vie dans le village.
Le 2 mars 1954, un avion militaire s'écrase à Assevent : une formation de cinquante avions à réaction canadiens, effectuant un exercice de l'Organisation du traité de l'Atlantique nord, (OTAN), est prise dans une bourrasque de neige au-dessus de Maubeuge. Deux appareil s'écrasent, l'un à Assevent, l'autre à Émerchicourt. Les pilotes ont pu sauter en parachute.

## Politique et administration

### Liste des maires
Maire en 1802-1803 : Nicolas Daynez.
Maire en 1807-1808 : Despiennes,.

Maire en 1881 : Fissiau.
| Période                                  | Période  | Identité                  | Étiquette | Qualité |
| ---------------------------------------- | -------- | ------------------------- | --------- | ------- |
|                                          | mai 1964 | Albert Victorien Hanquart |           |         |
| mars 1977                                | mai 2020 | Michel Lo Giaco           | PS        |         |
| mai 2020                                 | En cours | Marjorie Mahieux          | SE        |         |
| Les données manquantes sont à compléter. |          |                           |           |         |

### Instances judiciaires et administratives

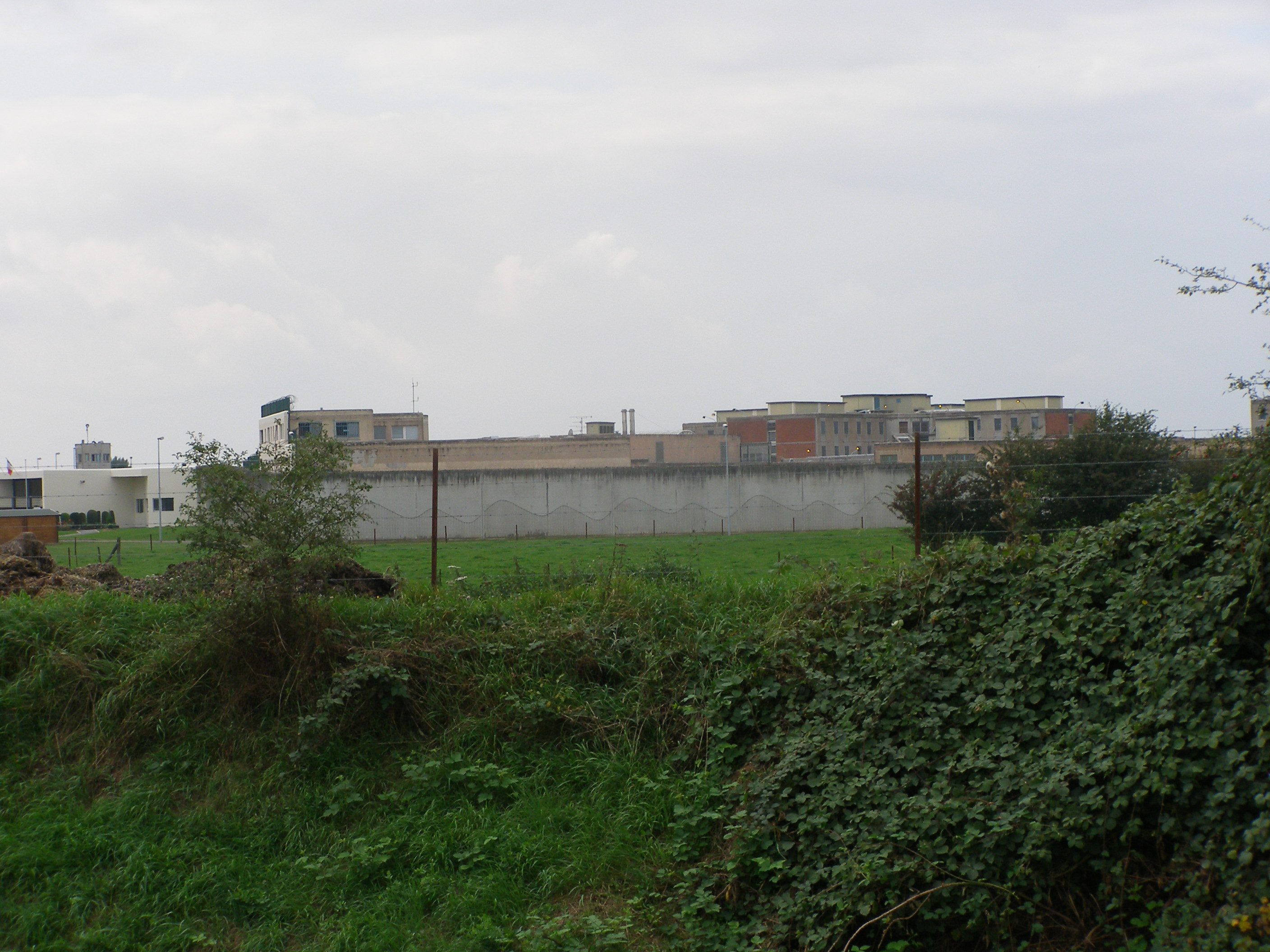
Le centre pénitentiaire

### Politique environnementale

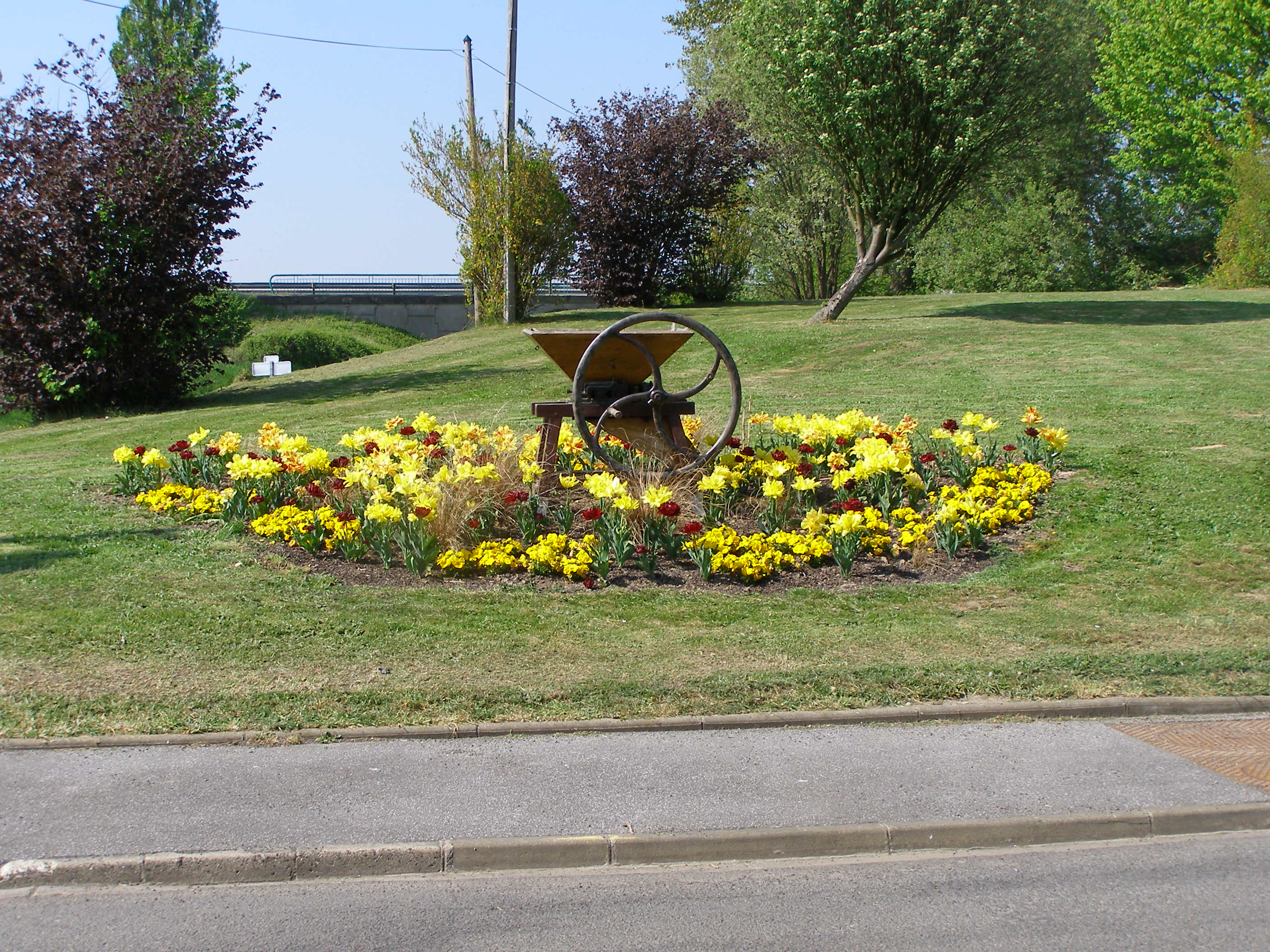
Décoration printanière

## Population et société

### Démographie

#### Évolution démographique
L'évolution du nombre d'habitants est connue à travers les recensements de la population effectués dans la commune depuis 1793. Pour les communes de moins de 10 000 habitants, une enquête de recensement portant sur toute la population est réalisée tous les cinq ans, les populations de référence des années intermédiaires étant quant à elles estimées par interpolation ou extrapolation. Pour la commune, le premier recensement exhaustif entrant dans le cadre du nouveau dispositif a été réalisé en 2007.

En 2022, la commune comptait 1 782 habitants, en évolution de −2,99 % par rapport à 2016 (Nord : +0,51 %, France hors Mayotte : +2,11 %).
| 1793 | 1800 | 1806 | 1821 | 1831 | 1836 | 1841 | 1846 | 1851 |
| ---- | ---- | ---- | ---- | ---- | ---- | ---- | ---- | ---- |
| 121  | 84   | 93   | 142  | 132  | 138  | 128  | 148  | 152  |

| 1856 | 1861 | 1866 | 1872 | 1876 | 1881 | 1886 | 1891 | 1896 |
| ---- | ---- | ---- | ---- | ---- | ---- | ---- | ---- | ---- |
| 153  | 157  | 168  | 158  | 168  | 172  | 195  | 192  | 306  |

| 1901 | 1906 | 1911 | 1921 | 1926 | 1931 | 1936 | 1946 | 1954 |
| ---- | ---- | ---- | ---- | ---- | ---- | ---- | ---- | ---- |
| 384  | 401  | 462  | 415  | 472  | 445  | 434  | 418  | 528  |

| 1962 | 1968 | 1975  | 1982  | 1990  | 1999  | 2006  | 2007  | 2012  |
| ---- | ---- | ----- | ----- | ----- | ----- | ----- | ----- | ----- |
| 708  | 924  | 1 360 | 1 599 | 1 940 | 1 875 | 1 756 | 1 739 | 1 839 |

| 2017  | 2022  | - | - | - | - | - | - | - |
| ----- | ----- | - | - | - | - | - | - | - |
| 1 825 | 1 782 | - | - | - | - | - | - | - |

#### Pyramide des âges
La population de la commune est relativement jeune.
En 2018, le taux de personnes d'un âge inférieur à 30 ans s'élève à 34,6 %, soit en dessous de la moyenne départementale (39,5 %). À l'inverse, le taux de personnes d'âge supérieur à 60 ans est de 26,0 % la même année, alors qu'il est de 22,5 % au niveau départemental.
En 2018, la commune comptait 832 hommes pour 989 femmes, soit un taux de 54,31 % de femmes, largement supérieur au taux départemental (51,77 %).
Les pyramides des âges de la commune et du département s'établissent comme suit.
| Hommes | Classe d’âge | Femmes |
| ------ | ------------ | ------ |
| 0,4    | 90 ou +      | 0,6    |
| 5,3    | 75-89 ans    | 8,9    |
| 17,6   | 60-74 ans    | 18,7   |
| 20,5   | 45-59 ans    | 18,4   |
| 19,7   | 30-44 ans    | 20,4   |
| 14,4   | 15-29 ans    | 15,5   |
| 22,0   | 0-14 ans     | 17,5   |

| Hommes | Classe d’âge | Femmes |
| ------ | ------------ | ------ |
| 0,5    | 90 ou +      | 1,4    |
| 5,3    | 75-89 ans    | 8,1    |
| 14,8   | 60-74 ans    | 16,2   |
| 19,1   | 45-59 ans    | 18,4   |
| 19,5   | 30-44 ans    | 18,7   |
| 20,7   | 15-29 ans    | 19,1   |
| 20,2   | 0-14 ans     | 18     |

### Enseignement
Assevent fait partie de l'académie de Lille.

### Sports

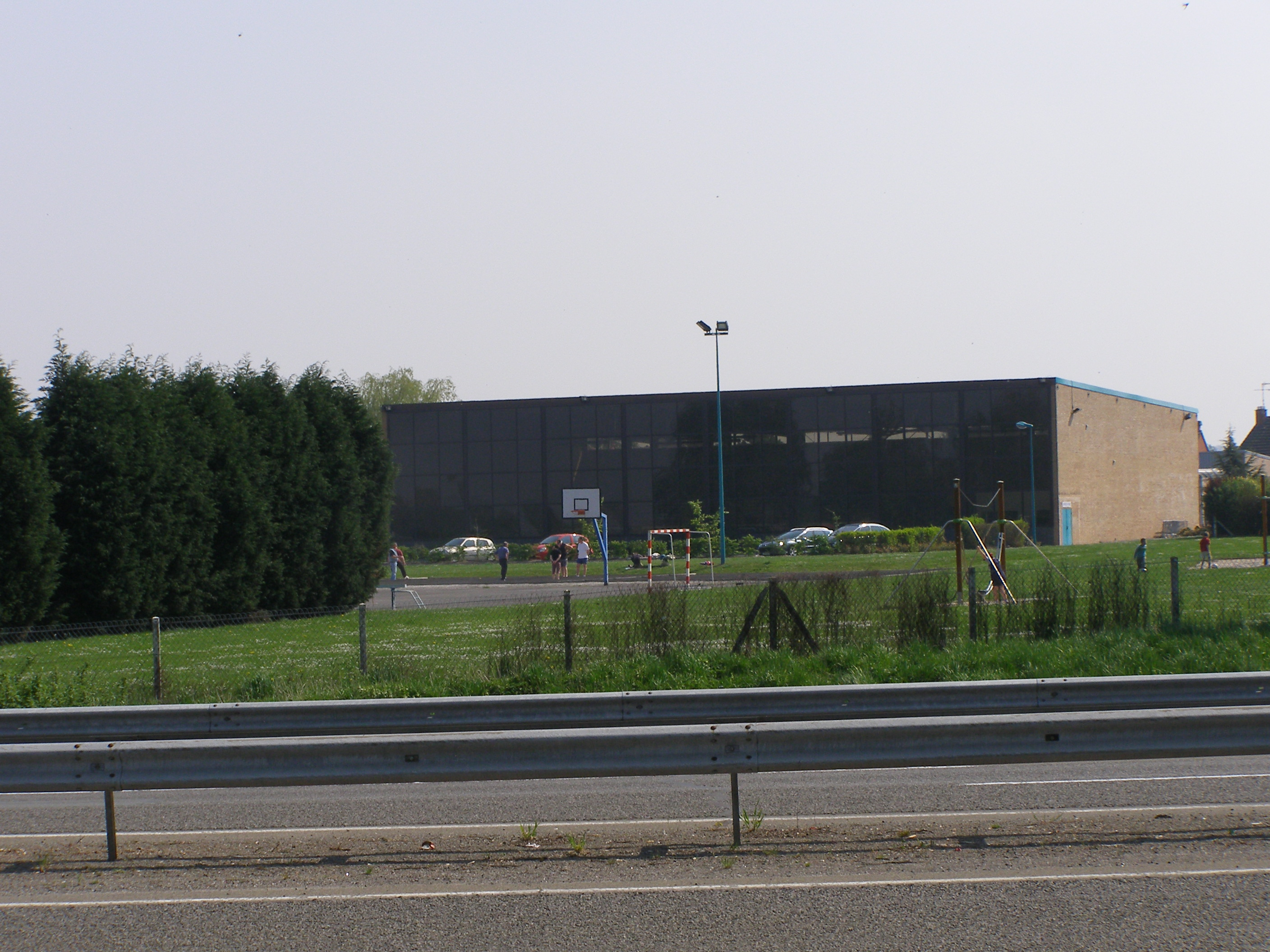
Le gymnase

## Culture et patrimoine

### Lieux et monuments
- La nécropole nationale d'Assevent. Elle abrite les corps de 1 140 Français, 399 Allemands, 260 Russes, 12 Roumains, 7 Britanniques et un Belge. Elle a été créée pendant la Première Guerre mondiale à la demande de l'occupant allemand pour offrir une sépulture décente à tous les soldats tombés lors du siège de la place de Maubeuge en août 1914.
- Église Saint-Joseph, 1868
- Chapelle Notre-Dame de Consolation, 1761, sur la route de Boussois. Cet oratoire serait le plus ancien monument de la ville[29].
- Kiosque à danse, réalisé en 2007 par la Fonderie Vincent dans le style classique de l'Avesnois de kiosque circulaire surélevé sur pied unique en fonte[30].

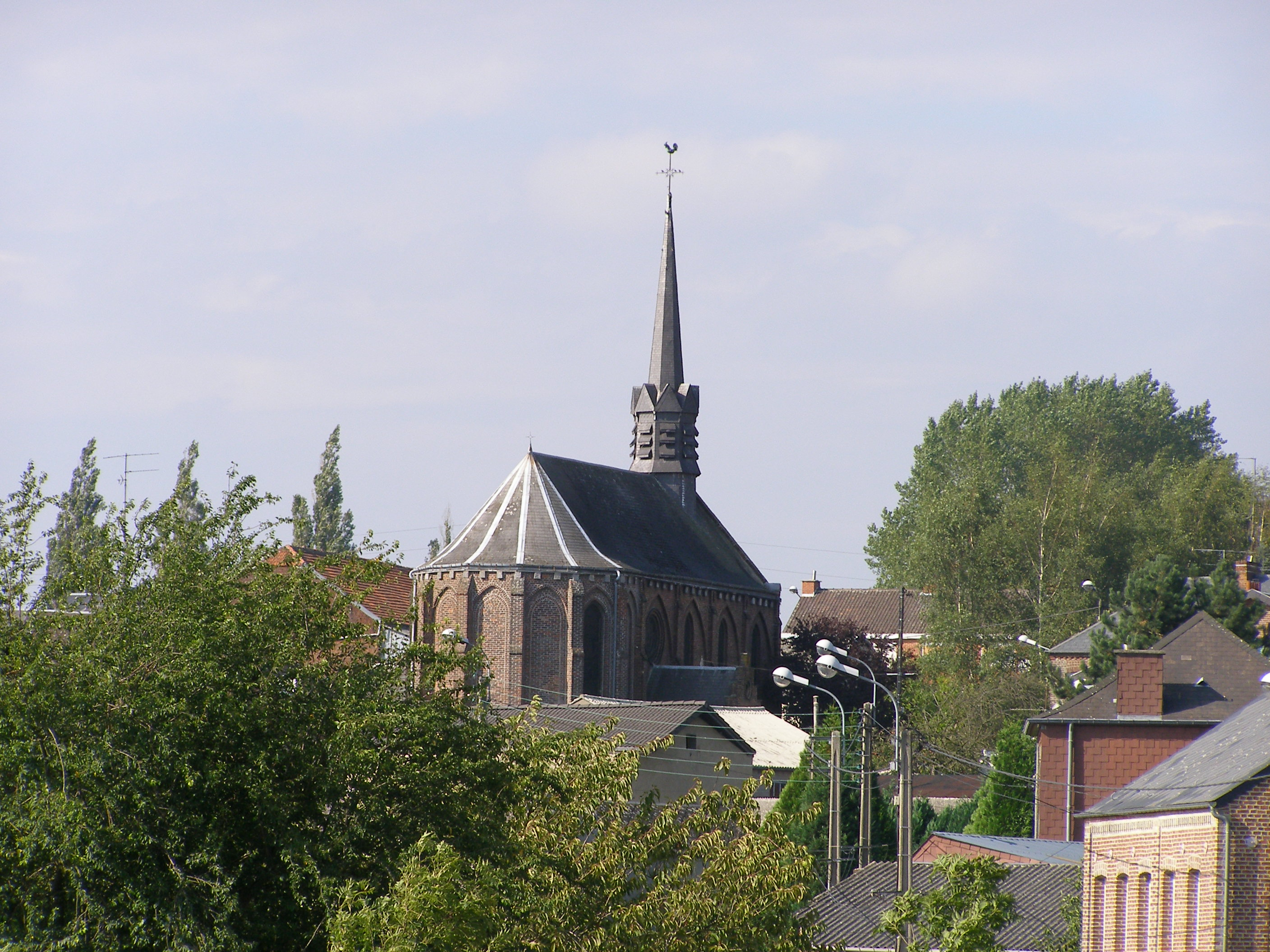
Église Saint-Joseph
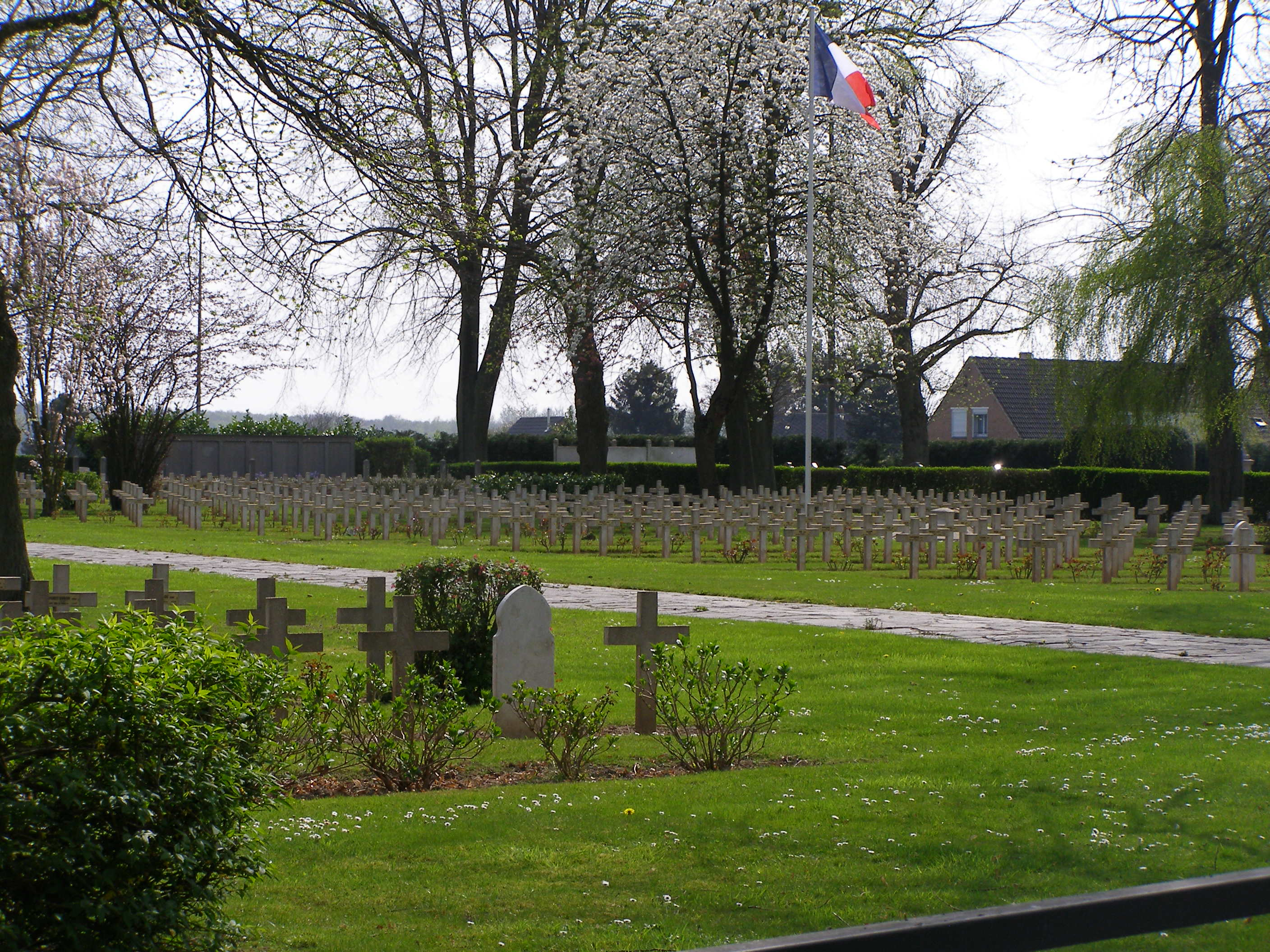
Cimetière militaire, nécropole nationale
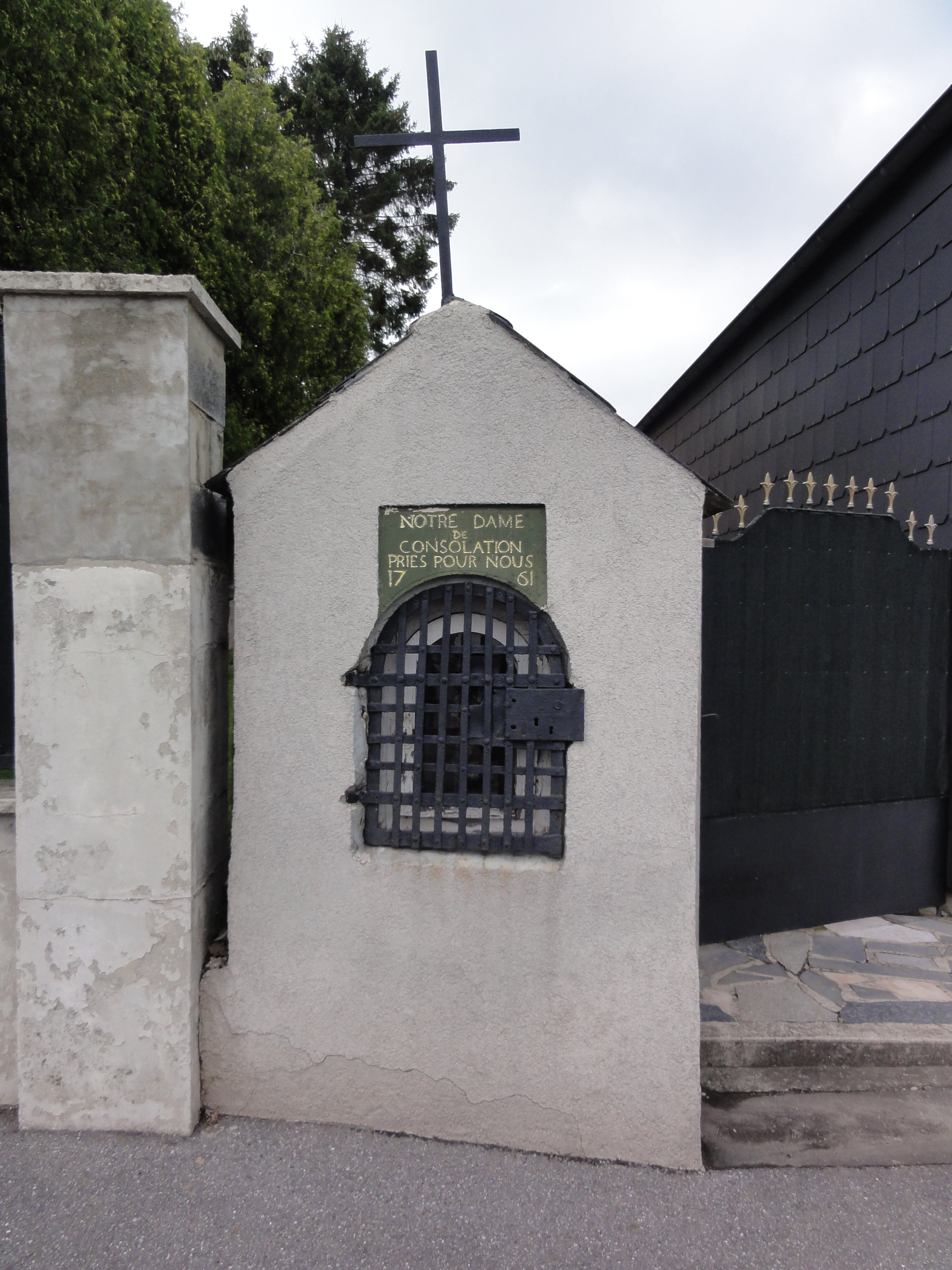
Chapelle Notre-Dame de Consolation
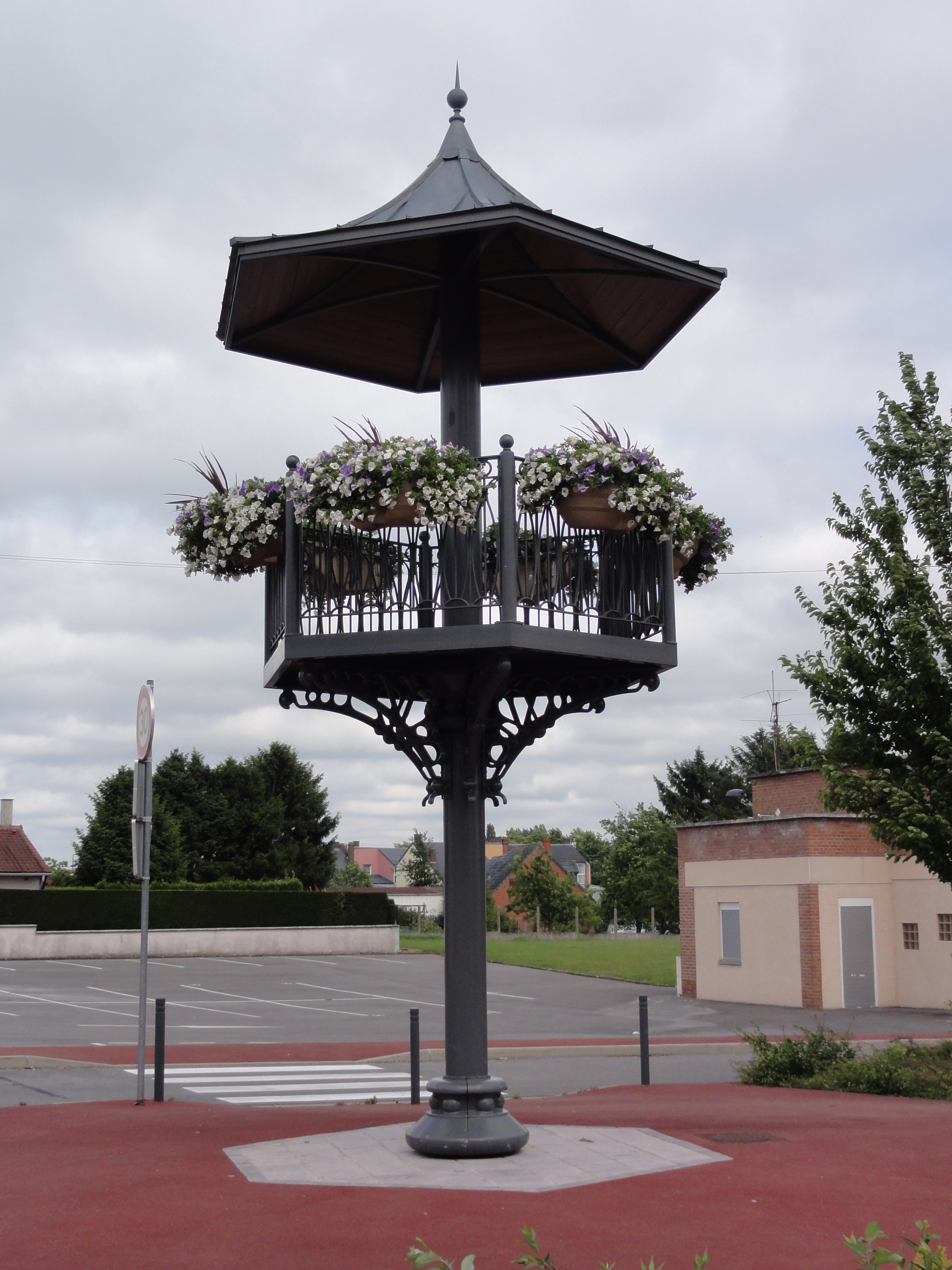
Kiosque à danse

### Héraldique
| Armes d'Assevent | Les armes d'Assevent se blasonnent ainsi : « D'argent au chevron de sable, accompagné de trois trèfles du même. » |

## Pour approfondir